# トゥロン・メアリー
トゥロン・メアリー（クメール語: ទ្រឿង មាលី、英語: Truong Mealy、1937年 - 2018年12月15日）は、カンボジアの政治家、外交官。コーチシナ共和国ソクチャン省（現・ベトナム領）出身。王党派（シハヌーク派）としてシハヌーク、ラナリット父子を輔弼し、王政復古が成就した後にシハヌーク国王とラナリット第一首相より駐日大使を拝命。駐日大使離任後は国民議会（下院）顧問などを務めた。

## 経歴
1937年、コーチシナ共和国ソクチャン省（現・ベトナム領）に生まれる。
1987年から1991年にかけて、トゥロンは王党派（シハヌーク派）としてノロドム・シハヌークに従いながら、民主カンプチア（ポル・ポト政権）の恐怖政治と続くベトナム人民軍の占領で荒廃したカンボジア王国再興に奔走。
1990年6月、日本でカンボジアに関する東京会議が開催されて、プノンペン政権（名目上はヘン・サムリン政権だが、実態はフン・セン首相兼外務大臣が実権を掌握するフン・セン派）やシハヌーク派、ソン・サン派を含むカンボジア各派が参加した。この時トゥロンは、シハヌーク派の教育文化担当としてノロドム・ラナリットに随行している。また、1991年10月23日にパリ平和協定が締結された際にも、カンボジア代表団の一員として随行した。
1993年5月、カンボジアで新しい憲法を制定するための総選挙が執行された結果、立憲君主制に基づく王政復古が成ってシハヌークが国王に復権し、ラナリット第一首相とフン・セン第二首相の共同統治が始まった。
ラナリット政権時代の1994年にトゥロンは駐日大使を拝命し、同年12月26日、皇居で天皇（当時。令和時代の上皇明仁）に信任状を捧呈した。1975年以来閉鎖されていた駐日カンボジア大使館が再開された。1997年にラナリット第一首相が失脚してフン・セン首相の単独統治が始まったが、トゥロンは引き続き駐日大使に留まり1999年2月に離任するまで大使を務め上げた。
帰国後は、王党派の重鎮として国民議会（下院）顧問などを務めた。2018年12月15日、老衰のためフランスにて80歳で逝去。

## 著作
- 幸運の法則: カンボジアの悲劇を生き抜いた (Conquer Our Destiny: A Living Witness to the Cambodian Tragedy) ISBN 9784946492204
- ヴェトナムの中のカンボジア民族: メコンデルタに生きるクメール・クロム ISBN 978-4772210508